# Rauffet de Balsac
Pour les articles homonymes, voir Balsac et Balzac.
Rauffet ou Roffec ou Ruffec de Balsac (parfois écrit Balzac) deuxième du nom, seigneur de Balsac, Bagnols et Montmorillon et Saint-Clément, né entre 1430 et 1439, mort le 24 ou 25 octobre 1473, est un seigneur français du XVe siècle, conseiller et chambellan de Louis XI.

## Famille
Il est le fils de Jean de Balsac, né vers 1400, et d'Agnès de Chabannes, née vers 1412. Son frère cadet est Robert de Balsac, seigneur d'Entraygues et sénéchal d'Agenais, dont la carrière suit celle de son aîné (les sources les confondent parfois).
Il épouse le 16 février 1453 Jeanne d'Albon, fille d'Antoine d'Albon et qui lui apporte les terres de Châtillon d'Azergues et de Bagnols, qu'il complète par un achat en 1474. Il a d'elle :
- Godefroy de Balsac, son héritier
- Anne de Balsac, qui épouse Guillaume Ier de Joyeuse, d'où la Maison de Joyeuse
- Marie de Balsac, qui épouse Louis Malet de Graville, sire de Marcoussis, amiral de France, d'où : Jeanne qui épouse Charles de Chaumont d'Amboise ; Anne qui épouse son cousin Pierre de Balsac, fils de Robert ci-dessous, et lui transmet Marcoussis ; Louise qui épouse Jacques de Vendôme prince de Chabanais et vidame de Chartres
- Philippine de Balsac, qui épouse Louis de Montlaur-Maubec[3]

Aucun de ses fils n'ayant eu de progéniture masculine, la lignée est poursuivie par son frère Robert de Balsac.

## Carrière
Sa carrière est liée à l'attention que lui porte Louis XI, qui :
- l'envoie comme émissaire au duc de Bourgogne Philippe le Bon en 1465 ; il est fait prisonnier à son retour par les hommes de Jean II de Bourbon[6].
- le fait, à son retour, sénéchal de Beaucaire en 1465. La même année, dans le cadre de la Ligue du Bien public, il empêche l'évêque Jean de Bourbon (frère naturel du précédent) de prendre Le Puy[5], et après un violent siège s'empare du château d'Espaly le 14 octobre[7].
- le nomme un des quatre capitaines-généraux des franc-archers le 7 septembre 1470, au titre duquel il participe à plusieurs faits d'armes dont :
  - la bataille de Buxy contre les troupes de Charles le Téméraire, le 14 mars 1471.
  - deux sièges de Lectoure contre Jean V d'Armagnac[8] :
    - le premier siège de Lectoure entre janvier et juin 1472, à la suite duquel il est fait capitaine de la place. Il doit cependant l'abandonner, ne disposant pas des troupes suffisantes pour tenir les fortifications, ce qui permet au comte de reprendre la ville[9]
    - le second siège de Lectoure, entre janvier et mars 1473 et qui voit la mort de Jean V[10]
- lui donne en 1471 les seigneuries de Marcillac et de Cassaigne, confisquées au comte d'Armagnac

Mort en 1473, il est inhumé dans la basilique Saint-Julien de Brioude.

## Distinctions
- Chevalier du Saint-Esprit[2]